# Ena (イラストレーター)
ena（エナ、女性、1980年 - ）は、日本のイラストレーター。FEMME所属。大阪府出身。

## 略歴
2001年に大阪文化服装学院卒業後、阪急百貨店に就職。2003年よりイラストの仕事を始める。2004年、FM802アートオーディション通過後、『digmeout FACTORY』に所属し、本格的にイラストレーターとして活動開始。
2005年に、京阪グループとのコラボレーションによる初個展「Ena EXHIBITION」を開催した。
2009年1月31日付で『digmeout』から離脱。東京に拠点を移し、2009年10月から『FEMME』へ所属している。
2014年〜2018年3月 W incに所属。（FEMME management produceとsuper sonicが合併）

## 作品の特徴
いずれの作品もモノトーンがベースで、女の子がモデル。「繊細で清潔感溢れる女性」、そして「弾力のある唇」が印象的である。
20代の女性を中心に高い人気を誇る。

## 作品リスト

### CDジャケット
- mink
  - Album
    - 1st「Shalom」(2007/02/28 Release)
    - concept Album「e+motion」(2005/12/07 Release)
    - Prologue Album「mink」(2005/08/03 Release)

  - REMIX Album
    - 「mink REMIX」(2006/01/20 Release)

  - Single
    - 3rd「Hold on to a dream」(2006/08/23 Release)
    - 2nd「4 Love」(2006/04/19 Release)
    - Special Maxi Single「beautiful / One Suitcase」(2005/10/05 Release)

### カバーイラスト
- 『アクアノートとクラゲの涙』樋口直哉著（メディアファクトリー・2010/03/19）
- 『燻り亦蔵』松宮宏著（マガジンハウス・2007/07/19）
- 『こいわらい』松宮宏著（マガジンハウス・2006/10/19）
- 『有閑マドモワゼル』長谷部千彩著（光文社・2006/09/05）
- 『女王様と私』歌野晶午著（角川書店・2005/8/31・文庫2009/09/25）
- 幻冬舎『papyrus』東山彰良 連載「ミスター・グッド・ドクターを探して」（2009/12/28～）
- INFAS PUBLICATIONS『WWD BEAUTY』長谷部千彩 連載「私が好きなあなたの匂い」
- INFAS PUBLICATIONS『WWD BEAUTY』長谷部千彩 連載「女の子はみんな嘘つき」

### 作品集
- digmeout<05>

### TV
- MBS系『知っとこ!』（2008/09/06）

### TVCM
- TESCOM - 神戸コレクションオフィシャルドライヤー イメージビジュアル（2010）

### その他
- NHKハート展（50名のアーティスト・著名人参加の展覧会）
- 『WONDERLAND』香港（日本の現代アート展覧会）
- digmeout in GEISAII#11（2008/09/14）
- FM802ライブイベント「Song Letters」（大阪城ホール）ビジュアル制作
- 「CHANEL」05-06秋冬コレクションイラスト（「ATOMICA」【アメリカのファッション雑誌】掲載）
- 「etapes」【フランスのアート雑誌】掲載
- 「Hair'em Scare'em」【ドイツのアート雑誌】掲載
- illustration 2007年9月号「若手イラストレーター特集」（玄光社・2007/7/27発売）
- VOGUE NIPPON 2007年9月号「VOGUE CHANNEL」（コンデナストジャパン・2007/7/28発売）
- 月刊「ソトコト」別冊「ラブコト」（木楽舎・2008/08/08発売）
- ドコモ × ミーツ × digmeout「Meets Regional」（京阪神エルマガジン社・2008年9月号）
- アートブックgrafuck4
- 「ファッション イラストレーション・ファイル」広告
- りそな銀行 キャッシュカードイラスト
- マルイ エポスカードVISA カードイラスト
- スルッとKANSAI オリジナルデザイン
- 札幌パルコ 30周年記念グッズ
- Barbie Loves Art! （バービー生誕50周年企画）コラボ
- IPSA(イプサ) × ena メタボライザーキット
- VIRGINIA SLIMS Noire × ena コラボキット
- BODY WILD × ARTIST コラボインナー
- drama H.P.FRANCE TOKYO カタログイラスト
- 資生堂 「フェルゼア・リペアベール」　イラスト
- 資生堂 「za」イラスト
- 「escala cafe」わたしたちのオシゴト図鑑 スペシャルインタビュー

## 連載
- 「MAC POWER」 - 元ピチカート・ファイヴ小西康陽氏と連載